# آنتونیلتون فریرا
آنتونیلتون فریرا (به پرتغالی: Antonielton Ferreira de Arruda) مدافع اهل برزیل است که در شهر Campina Grande و در تاریخ ۱۴ اکتبر ۱۹۸۳ به دنیا آمده‌است.
آنتونیلتون فریرا در تیم‌های فوتبال Porto B سابقهٔ حضور دارد.